# Filozofická fakulta Masarykovy univerzity
Filozofická fakulta Masarykovy univerzity (FF MU) je jednou z deseti fakult Masarykovy univerzity. Zároveň je též jednou ze čtyř nejstarších fakult, jež vznikly při založení Masarykovy univerzity v roce 1919. Sídlí v ulici Arne Nováka v Brně a počtem zapsaných studentů je nejen největší z filozofických fakult, ale rovněž největší fakultou v České republice vůbec.
Zdejší studium je členěno na bakalářské, na ně navazující magisterské a doktorské studijní programy, fakulta nabízí jednooborová i dvouoborová (tzv. sdružená, major a minor) studia, také dálkovou formu a řadu studií celoživotního vzdělávání. Na začátku akademického roku 2015/2016 zde studovalo celkem 8 879 studentů.
Současnou děkankou je od roku 2022 docentka klasické filologie Irena Radová.

## Historie fakulty

### Období první republiky (1919–1938)
Vznik filozofické fakulty je spojen se založením celé Masarykovy univerzity. Krátce po vzniku samostatného Československa došlo k realizaci dlouho trvající diskuse o druhé české univerzitě a již 28. ledna 1919 byl vydán zákon o založení univerzity v Brně pojmenované po prezidentu Tomáši Garrigue Masarykovi. Vznikla šestičlenná komise složená z pracovníků Univerzity Karlovy a odborníků z moravských vědeckých institucí, jež dostala za úkol sestavit základ profesorského sboru nové fakulty. Po krátké době byli na tato místa ustanoveni: pro germánskou jazykovědu Antonín Beer, pro německou literaturu Jan Krejčí, pro všeobecné dějiny Julius Glücklich s Bohumilem Navrátilem, pro románskou filologii Prokop Miroslav Haškovec s Karlem Titzem, pro anglickou literaturu František Chudoba, pro klasickou filologii František Novotný, pro českou literaturu Arne Novák, pro českou řeč a literaturu Stanislav Souček, pro československé dějiny Rudolf Urbánek, pro slovanskou filologii Václav Vondrák a konečně pro filosofii a estetiku Otakar Zich. Prvním děkanem byl zvolen a na schůzi profesorského sboru 13. září 1920 jmenován Bohumil Navrátil.
Výuku však nebylo možné zahájit, neboť fakulta nezískala při svém založení žádnou vhodnou budovu. Až po několika neúspěšných návrzích a pokusech jí byla přidělena budova bývalého sirotčince na tehdejší Falkensteinerově dnes Gorkého ulici, kterou používá dodnes. Této budovy se však domáhalo také ředitelství státních drah, takže po nějakou dobu obývaly společné prostory obě instituce. Vzhledem k těmto problémům došlo k zahájení výuky až v listopadu 1921, přičemž si fakulta musela propůjčovat prostory od sedmi dalších institucí a škol.
Podle zákona č. 50 z 28. ledna 1919 byla filozofická fakulta jednou ze čtyř prvotních fakult a zřízena měla být „nejpozději počátkem studijního roku 1921–1922.“ Vedle ní se počítalo s téměř okamžitou aktivací právnické a lékařské fakulty, přírodovědecká fakulta nebyla ve skladbě tehdejších univerzit ještě zcela etablovaná, a tak se řada přírodovědeckých oborů učila na filozofických fakultách. V meziválečné době se fakulty Masarykovy univerzity, stejně jako fakulty evropských univerzit, potýkaly s materiálními nedostatky, s přílivem studentů z maloměšťanského, rolnického i dělnického prostředí, do řad studentů začaly vstupovat také ženy.  Tyto podmínky však nebyly humanitním oborům tolik na obtíž, neboť nepředstavovaly větší ekonomickou zátěž, různě se improvizovalo  a výuka probíhala často v bytech profesorů. Uvedená situace ovšem napomohla  uplatnění nových metod výuky a odborné průpravy. Během prvního dvacetiletí existence FF MU se slibně rozvinula tradice akademické svobody a fakulta se stala jedním z nejvýznamnějších intelektuálních center pluralitní výměny názorů i na dobově citlivá témata.
Na fakultě byl v této době jakožto aktivní složka studentského života pravděpodobně nejvýznamnější Spolek posluchačů filozofie, který patřil mezi nepolitické stavovské spolky, jež měly jasně navrch oproti spolkům politickým. Mezi ně patřilo Sdružení agrárních akademiků, Klub akademiků čs. strany národně socialistické, Klub lidových akademiků nebo extremistická Komunistická studentská frakce (zkráceně KOSTUFRA) a Svaz fašistického studentstva. Ty zpravidla disponovaly méně početnou členskou základnou, avšak byly více akceschopné a kompaktní, přestože sdružovaly mladé lidi z více fakult, či dokonce škol. Jejich kandidáti často zasedali ve vedení Spolku posluchačů filosofie. Dále působily na FF také spolky organizované dle náboženského nebo národnostního principu, např. Svaz ruských studentů – pobočka Brno nebo organizace bulharských studentů. Tyto však měly malý vliv.
V době stoupajícího společenského napětí během 30. let opouštěli fakultu i poslední nepočetní studenti německé národnosti a zhoršoval se postoj velké části německého obyvatelstva města Brna k univerzitě. Do roku 1938 byly také postupně zpřetrhány vazby s Univerzitou Komenského v Bratislavě, kde učila řada brněnských profesorů z FF, např. historik Josef Borovička či slavista Frank Wollman. Pouze tito dva byli ochotni své přednášky prezentovat také ve slovenštině – ostatní se cítili na Slovensku poněkud odstrčeni a zdráhali se věnovat tamějším reáliím. Takový přístup ovšem znamenal nevoli ze strany veřejnosti, která vyústila v přímou averzi a k vypovězení cca 4000 osob ze Slovenska během krize roku 1938, uskutečněnému na příkaz zdejší autonomní vlády.

### Druhá republika a období okupace (1939–1945)
Období druhé republiky způsobilo ještě větší materiální obtíže, spojené především s přesunem českého obyvatelstva z okupovaného pohraničí do vnitrozemí. V době krizových let 1938–1939 byl rektorem bohemista Arne Novák, který proslul svojí odvahou a obranou zájmů univerzity. Dokázal univerzitní obec stmelit a jeho příklad vytvořil atmosféru sebeobětování a volání po vůdčí roli inteligence v obraně národa tváří v tvář nepříteli. Po vzniku protektorátu Čechy a Morava v březnu 1939 byli někteří profesoři angažovaní na straně meziválečného režimu penzionováni či posláni na „trvalou dovolenou“ a univerzita přejmenována na „Českou.“ Provoz fakulty, stejně jako univerzity, byl značně redukován až 17. listopadu 1939, a to na příkaz okupačních orgánů. Do té doby panoval v Brně – ve srovnání s Prahou – relativní klid. O to větším šokem bylo proto obsazení FF oddíly gestapa a SS. Studentské manifestace zakázalo samo vedení školy z obav před násilnými zákroky nacistů, a tak byly pouze prohledávány pracovny a místnosti studentských spolků. Někteří učitelé a studenti byli v podezření z odbojové činnosti zatčeni a odvezeni nejprve do Prahy a následně do koncentračního tábora Sachsenhausen-Oranienburg. Kromě malé skupiny propuštěných (od ledna 1940) strávila řada ze zatčených v nacistických vězeních několik let; čtyři studenti univerzity v koncentračních táborech také zahynuli. Mezi nimi byl i student FF Alois Štěpaník, zavražděný v srpnu 1940 v Oranienburgu.
Zbytky univerzity byly v roce 1940 přejmenovány na Tschechische Universität in Brünn a omezený provoz byl zachován jen v některých lékařských ústavech. Z FF zůstala činná pouze část administrativy děkanátu a v prostorách fakulty byly umístěny úřadovny oberlandrátu (místní „okresní“ okupační správy). Na studenty, kteří zůstali na svobodě, čekaly pomocné dělnické práce, hlavně ve stavebnictví a těžkém průmyslu, a byli nacisty považováni za potenciálně dosti nebezpečný opoziční element. Řada studentů i profesorů z FF opravdu spolupracovala s odbojem nebo utekla do exilu, aby bojovala s nacisty zvenčí. Mezi čsl. parašutisty a příslušníky speciálních jednotek byl například František Pavelka, student tělovýchovy z filozofické fakulty . Uprchl až v roce 1940 přes Balkán a Sýrii do Francie a po její porážce do Velké Británie. Zde se stal členem výsadku PERCENTAGE a v říjnu 1941 seskočil nad územím Protektorátu. Byl však zatčen již tři týdny na to v Praze, neboť výsadek byl sledován gestapem. I přes mučení nevyzradil jména svých spolubojovníků a začátkem roku 1943 byl v Berlíně nacisty popraven. Prvním popraveným z řad pedagogů se stal Vladimír Groh, který působil v řadách sokolského odboje, druhým byl profesor pedagogiky Jan Uher, který působil v Obraně národa – nacisty byl popraven po dlouhých výsleších v říjnu 1942. Další výraznější zatýkaní přišlo na podzim 1941 po nástupu Reinharda Heydricha do úřadu zástupce říšského protektora. V Mauthausenu zahynuli germanista Stanislav Sahánek a filozof Josef Tvrdý, v Osvětimi sociolog Bruno Zwicker a literární historik Bedřich Václavek. Za oběť nacistickému režimu však padli i další studenti a vyučující z FF, podle dostupných údajů celkem devět pedagogů a čtyři studenti.

### Období poválečné a poúnorové (1945–1968)
Nové pořádky a vyrovnávání se s obdobím okupace a jejími aktéry, se výrazněji nedotkly právnických a medicínských oborů, které si udržovaly měšťanský a vědecký ráz. Naopak studenti filozofické a pedagogické fakulty se rychle chápali politických příležitostí. Některým šlo o záchranu oboru, který se z pohledu nastupující levice a sovětských vzorů nejevil jako preferovaný, někdo chtěl jen přeskočit v kariérním postupu konkurenta a někomu šlo prostě jen o moc a požitky spojené s prestiží univerzitního profesora. Avšak samotná FF stála během období tzv. třetí republiky v míře politizace někde uprostřed, neboť expanzi komunistických aktivistů prozatím bránily tradiční mocenské struktury profesorů, jejichž postoj ke světu formovalo pluralitní prostředí masarykovského ČSR, nebo dokonce ještě poslední léta habsburské monarchie.
Po únoru na FF, podobně jako v rámci celé univerzity, nechvalně prosluly akční výbory, z nichž se brzy zformovala garnitura studentů a mladších akademiků věrných KSČ, kteří následně udávali směr (zejména František Trávníček, František Hejl, František Jordán a další). Následovaly tzv. prověrky studijního prospěchu, které v celouniverzitním měřítku postihly vyloučením několik tisíc antikomunistických studentů, na FF bylo z 823 zapsaných posluchačů vyloučeno 170 (ale 35 bylo přijato zpět po odvolání). Dalších 13 studentů se studia dobrovolně vzdalo a 53 osob prověrku ignorovalo. Každodenní praxe byla postavena pod dozor KSČ a nastala jakási diktatura modrých košil (dle barvy košil Čsl. svazu mládeže). Případné politické excesy, zvláště na personální rovině, byly záhy zastaveny nebo zmírněny přičiněním osobností stojících sice mimo komunistická centra moci, avšak přece jen mezi komunisty akceptovatelnějších a v prostředí FF dostatečně vlivných. Radikální mladší učitelé a studenti byli v tichosti eliminováni jejich kontaktem s uznávanými vědeckými odborníky a většinou zároveň jejich učiteli (Jindřich Šebánek, Josef Macůrek). Tímto byly prvotní tendence rázné očisty od „reakčních živlů“ rozmělněny a ztlumeny. Odejít ze svých funkcí museli zejména pedagogové veřejně působící či držící se étosu masarykovské mravnosti, jako např. již roku 1949 sociolog Inocenc Arnošt Bláha. Z důvodu hrozícího kolapsu výuky orgány KSČ a vedení školy zakročily proti mládežnickému radikalismu a po smrti Stalina v roce 1953 na sebe vzal režim byrokratickou, méně ideálovou a více předvídatelnou podobu, která ponechávala relativní klid těm, kdo chtěli pouze bádat a do politiky se nevměšovali. Postihy pedagogů nebyly zdaleka tak razantní jako na pražské FF – brněnská FF nebyla tolik veřejně angažovaná a také zde působily ve vedení ústavů spíše konciliantní osoby než vyslovení ideologičtí fanatikové, kterých bylo na FF vůbec málo. Politizace však znamenala faktické zadušení veškeré badatelské kreativity a aplikování vulgarizované a dogmatické podoby marxismu. Již v roce 1954 byl konstatován pokles množství a úrovně vědecké produkce na FF, přičemž návrhy na zlepšení stavu byly typicky opatrné a bezzubé.
Roku 1960 byl změněn název na Univerzita Jana E. Purkyně (UJEP) a ideové tlaky na univerzitu se postupně oslabovaly. V této době sklízeli úspěchy díky aplikaci nedogmatického marxismu ve svých dílech např. historik Josef Válka či filozof Lubomír Nový, další vyučující se seznamovali s díly reformních marxistů, s diskusemi o sociálně-tržním hospodářství a perspektivách marxismu. Studenti a část mladších pedagogů se dokonce zapojila do reformního hnutí v KSČ a ve společnosti a docházelo ke střetům s komunistickými fundamentalisty. Začalo se diskutovat o chybách v dosavadní stranické politice, ovšem naprosto v obecných konotacích, jakákoli konkretizace kritické diskuze o poměrech na FF nebyla možná. Postupně a opatrně byly navazovány kontakty se zahraničím, což je velmi důležitý fakt, neboť prolomením izolace se v plné síle projevila negativa vědecké práce dosud pěstované na fakultě, potažmo univerzitě. To představovalo pro mnohé badatele v době uvolnění šedesátých let také stimul k hledání nových přístupů a metod.
V roce 1968 byly znovuobnoveny některé studentské spolky, zejména Spolek posluchačů filozofie, mezi jehož představitele patřili Jan Eliáš, Jiří Kříž a Martin Potůček. Spolek se projevoval nepoliticky a zabýval se spíše sociálními záležitostmi a podporou studentské vědecké práce na FF. Politicky se začal angažovat až po srpnové okupaci na podzim 1968, kdy v jeho režii proběhlo i stávkové vystoupení studentů proti začínající normalizaci, s níž vedení FF opatrně sympatizovalo. Studenti se marně snažili o získání podpory ze strany dělnictva (tzv. Dubčekovy směny), zůstali ve svém odhodlání izolováni a jejich iniciativa postupně zeslábla.

### Doba normalizace (70. a 80. léta)
Atmosféra během tohoto období byla tísnivá a opětovně docházelo k personálním čistkám. Celkově však normalizace byla klidnější a akademici, ač většina s režimem nesouhlasila, byli tolerováni, pokud veřejně přitakávali režimu a prokazovali mu tu větší, tu menší služby. Univerzita znovu ztratila valnou většinu vazeb k zahraničí a kvalitní výzkum bylo možné realizovat jen obtížně – zvláště na FF byli akademici pod tuhým ideologickým dohledem (ve srovnání s medicínou apod.). Znovu docházelo k permanentnímu kádrování a vynucování projevů loajality, avšak pouze formálně a z hlediska byrokratičnosti, režim už na rozdíl od „mládenců v modrých košilích“ z 50. let nevěřil, že je možné obyvatelstvo převychovat. FF byla označována jako politicko-agitační pracoviště, avšak většina pracovníků se naučila procházet povrchními zkouškami loajality a jinak se věnovala v tichosti a ústraní své vědecké a pedagogické praxi, která měla většinou značnou váhu. Děkani, jako například rusista Bořivoj Novák, se snažili politické tlaky narůstající normalizace co nejvíce mírnit. Samozřejmě i v této době se vyskytli tací, kdo nové politické poměry využili k urychlenému kariérnímu růstu.
Postiženi byli jedinci, kteří se v době pražského jara projevili až příliš politicky, např. bohemisté Milan Jelínek a Oleg Sus, politolog Jaroslav Šabata nebo sociolog Josef Solař. Pro další tu byly spíše kázeňské tresty, nejčastěji v podobě zákazu pedagogické činnosti, např. pro logika Pavla Maternu, filozofa Lubomíra Nového nebo historika Josefa Válku, případně  zákaz publikování. V roce 1973 byla na FF přibližně třetina vyučujících členy KSČ, třetina byla ze strany vyškrtnuta za prohřešky proti politické linii strany z let 1967–1969 a třetina byla nestraníky. Normalizátorům se nedařilo získávat mladší učitele a studenty do svých řad. I když bylo již v roce 1975 91 % studentů členy SSM, jejich činnost byla spíše pasivní a nepolitizovaná.
V roce 1987 bylo v KSČ organizováno celkem 57 % učitelů, ale často šlo pouze o obranné mimikry, a nikoliv o identifikaci s režimem. Papouškování ideologických frází marxismu-leninismu se stalo především deklarativním předpokladem k působení a budování kariéry na fakultě. Změny v SSSR v roce 1985 a nástup Gorbačova byly sledovány sice s nadějí, avšak s opatrností. Studenti se během 80. let stále více odvažovali kritizovat poměry a nemnozí z nich se dokonce dostávali do důsledné antikomunistické opozice, jako např. lidé kolem časopisu Revue 88 (vydáváno 1987–1989). Redakční radou tohoto nově nezávislého studentského časopisu prošlo 13 studentů z UJEP a hlavními hybateli činnosti byli především studenti z filozofické a lékařské fakulty, např. Petr Fiala, Martin Pavelka, Roman Ráček a Vladimír Vyskočil. Nátlak ze strany StB, stranických organizací i vedení univerzity vedl k tomu, že v květnu 1989 redakce v podstatě zastavila činnost.
Brněnští vysokoškoláci se po drastickém zásahu bezpečnostních složek proti studentské manifestaci na Národní třídě 17. listopadu 1989 solidarizovali se svými pražskými kolegy a z univerzity, především pak z FF se stal regionální štáb sametové revoluce. Právě zde se scházel v následujících týdnech Koordinační stávkový výbor brněnských VŠ, který později vystupoval dokonce jako zástupce všech VŠ na Moravě. Studenti vedle požadavků celospolečenského významu postavili jako svůj cíl odchod hlavních představitelů normalizační garnitury z vedení univerzity a návrat perzekvovaných osob k výuce (Jana Nechutová, Josef Válka, Lubomír Nový a mnozí další). Mezi hlavní mluvčí iniciativy patřili Roman Švanda a Jiří Voráč, z učitelů Dušan Šlosar a Zdeňka Rusínová. 20. listopadu se na nádvoří FF postupně shromáždila asi tisícovka studentů a učitelů 12 vysokých škol a byla zorganizována stávka. Ta vedla k erozi moci fakultních orgánů SSM a KSČ navzdory tomu, že vyjádřily stávce podporu. Stávka se protáhla až do prvních prosincových dnů, přičemž intenzivní kampaň na veřejnosti měla vést k získání podpory zejména u brněnského dělnictva. Aktivity mimo univerzitní půdu probíhaly již převážně pod záštitou Občanského fóra, v jehož vedení však stáli také reprezentanti FF, zvláště aktivní byl např. sociolog Ivo Možný.

### Nová éra (90. léta – současnost)
Na FF byla očista od kompromitovaných osob poměrně mírná a na individuální úrovni značně složitá. Často bylo po právu přihlíženo třeba k solidaritě s kolegy či odborným schopnostem, které převyšovaly kontakty dané osoby se strukturami KSČ, např. v případě historika Jaroslava Kudrny. Někteří vyučující byli penzionováni a řešení v pracovněprávních sporech napomohl lustrační zákon. Poslední výměna elit na univerzitě v bouřlivém 20. století se tak nestala politickou revanší. Došlo také k rehabilitaci osob postižených komunismem, které byly následovány vlnou habilitací a profesorských jmenování. Z učitelů byli rehabilitováni např. Robert Konečný, Jaroslav Šabata, Milan Uhde nebo Milan Jelínek, někteří – jako například Oleg Sus – se však již aktu satisfakce nedožili.
V období 90. let byly vytvořeny dobré podmínky pro rozvoj jednotlivých oborů i fakulty jako celku. Zásahy politické typické pro předchozí období z akademického prostředí zmizely, byť vztah vysokých škol a státu či politické reprezentace nebyl vždy bezproblémový. Po roce 2000 došlo na MU obecně k nárůstu podílu zahraničních studentů a pracovníků. Fakulta i univerzita se rovněž zapojují do mezinárodních sítí výzkumu a snaží se vycházet vstříc nárokům a požadavkům zahraničních univerzit.

## Budovy
Jádro filozofické fakulty tvoří komplex budov nacházejících se na ulici Arne Nováka 1 v centru Brna. Uzavřený areál tvoří budovy A, B, C a D společně s budovou ústřední knihovny (budova F). Rovněž se zde nachází děkanát fakulty a studijní oddělení. Z důvodu své velikosti co do počtu studentů a množství jednotlivých ústavů a kateder využívá filozofická fakulta další budovy různě rozmístěné v blízkém okolí.

### Budova A a B

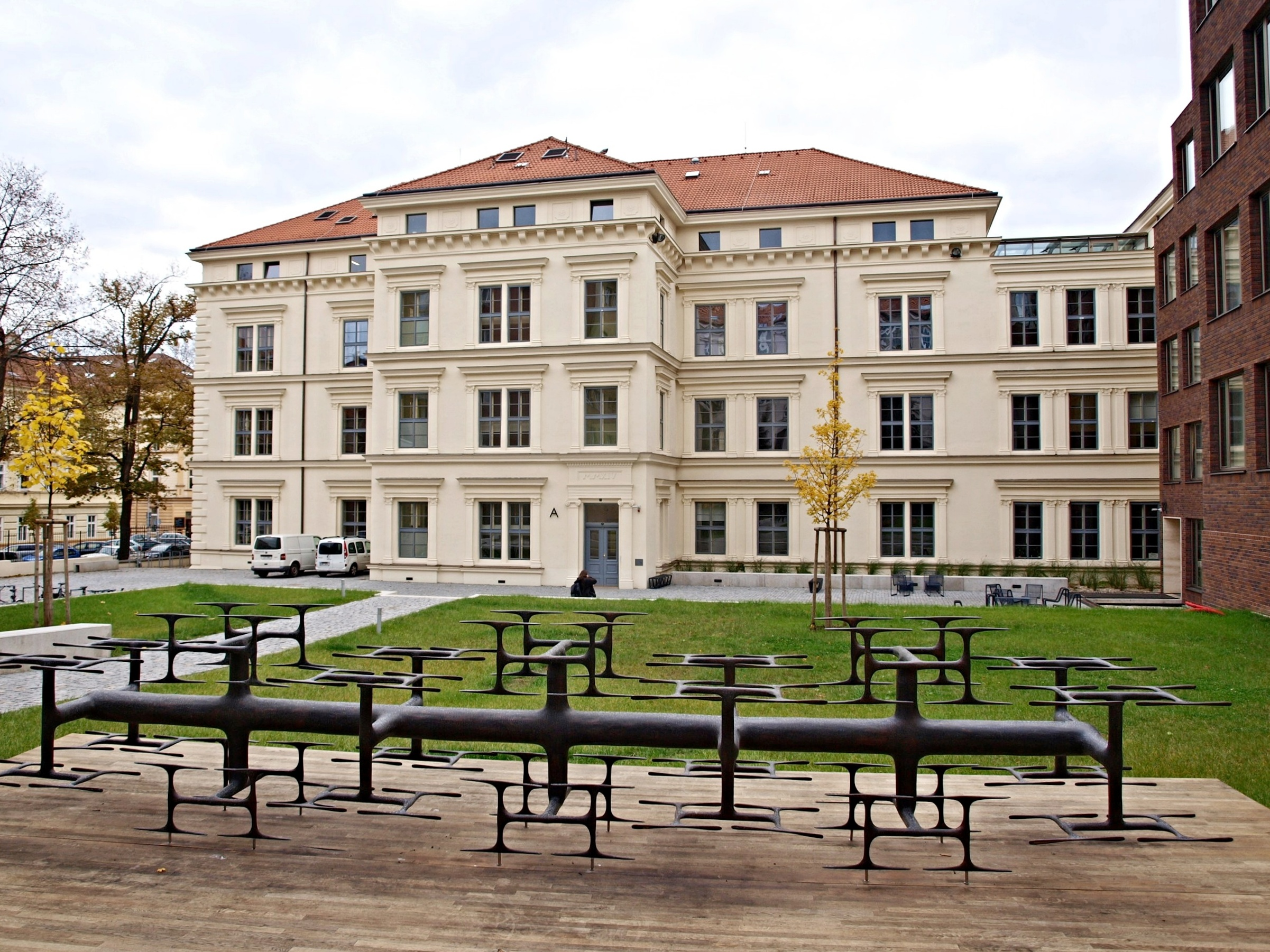
Budova A po rekonstrukci

Budova A je nejstarší budovou fakultního areálu. Byla postavena v letech 1871–1872 pro potřeby chlapeckého sirotčince. Nově vzniklé Masarykově univerzitě byla přidělena v roce 1919 jako sídlo pro filozofickou fakultu, přičemž se o něj fakulta musela zároveň dělit s ředitelstvím státních drah. Po nutných stavebních úpravách zde započala výuka v roce 1921. Poslední kompletní rekonstrukce budovy byla provedena v letech 2011–2015 jako součást projektu CARLA.

### Budova C
Budova byla postavena v letech 1922–1924, podle konečné úpravy projektu provedené architektem Milošem Lamlem. Stavba měla podobu fasády v klasizujícím stylu architektonické moderny „české školy“ Otto Wagnera s „art-deco“ výzdobou v interiérech. Už verze projektu z roku 1921 počítala s přístavbou křídla do tehdejší ulice Javorové (dnes Arna Nováka), která však byla nakonec realizována v jiných podmínkách až v závěru 50. let. Budova byla určena pro Rektorát MU (který byl tehdy nouzově umístěn v areálu teoretických ústavů Lékařské fakulty na Úvoze) a pro Filozofickou fakultu. Aula budovy byla slavnostním shromaždištěm akademické obce MU ve dvacátých a na počátku 30. let. Od roku 1933, kdy byl rektorát přemístěn do novostavby Právnické fakulty na Veveří, je budova ve výhradním držení Filozofické fakulty. V letech 2016–2019 prošla velkou modernizací a rekonstrukcí interiérů.

### Budova D
Původní budova byla postavena v letech 1959–1961, ačkoli se s její dostavbou počítalo již ve dvacátých letech. Novostavba byla určena jednak pro Filozofickou fakultu, jednak pro umístění Rektorátu. Součástí projektu byly i centrální garáže univerzity a kryt CO pro 150 osob. Projekt počítal i s umístěním Janáčkova archivu, avšak k naplnění tohoto záměru však nedošlo. Od roku 1990, kdy rektorát získal nové sídlo, užívá budovu výhradně FF MU. Od prosince roku 2016 do září 2018 prošla budova kompletní rekonstrukcí a modernizací exteriérů i interiérů. Díky šetrnému chování stavebních dělníků se podařilo zachovat např. malbu odkazující na genocidu Arménů, vedle dřívější učebny D22 (posluchárna Romana Jakobsona).

### Budova F – Ústřední knihovna
Budova ústřední knihovny je nejmladší a nejnápadnější stavbou umístěnou v areálu Filozofické fakulty. Realizace stavby probíhala postupně od roku 1994 do roku 2001. Jednalo se o nejednoduchý administrativní a organizační proces, přičemž šlo o největší investiční akci fakulty po roce 1990. Architektonická soutěž byla vypsána roku 1997 a zvítězil návrh akademického architekta Ladislava Kuby a Tomáše Pilaře. Postavena byla v letech 2000–2001. Plně zpřístupněna veřejnosti byla budova roku 2002. Budova získala zároveň ocenění Grand Prix Obce architektů, Cenu unie výtvarných umělců a Cenu Ministerstva průmyslu a obchodu ČR. Kapacita knihovny je přes 225 000 svazků, z toho ve volném výběru se nachází okolo 135 000 publikací. Celkem pojmou studovny ve čtyřech podlažích 400 čtenářů. Knihovna také provozuje digitální knihovnu Arna Nováka, ve které zpřístupňuje Novákovo rozsáhlé dílo vytvořené za jeho více než čtyřicetileté praxe. Celkem se jedná o přibližně 13 000 zdigitalizovaných stran.

### Budova G
Budova byla postavena v letech 1887–1888 pro první českou průmyslovou školu na Moravě a ve Slezsku. Vyučovaly se na ní obory stavitelství a strojírenství. Od roku 1901 se stala dokonce ústředním sídlem tehdejší České vysoké školy technické v Brně (dnes VUT). Dnes slouží několika seminářům a katedrám FF MU a je vnitřním dvorem propojena s budovou J, v níž mj. sídlí studentská kavárnička Krmítko. 

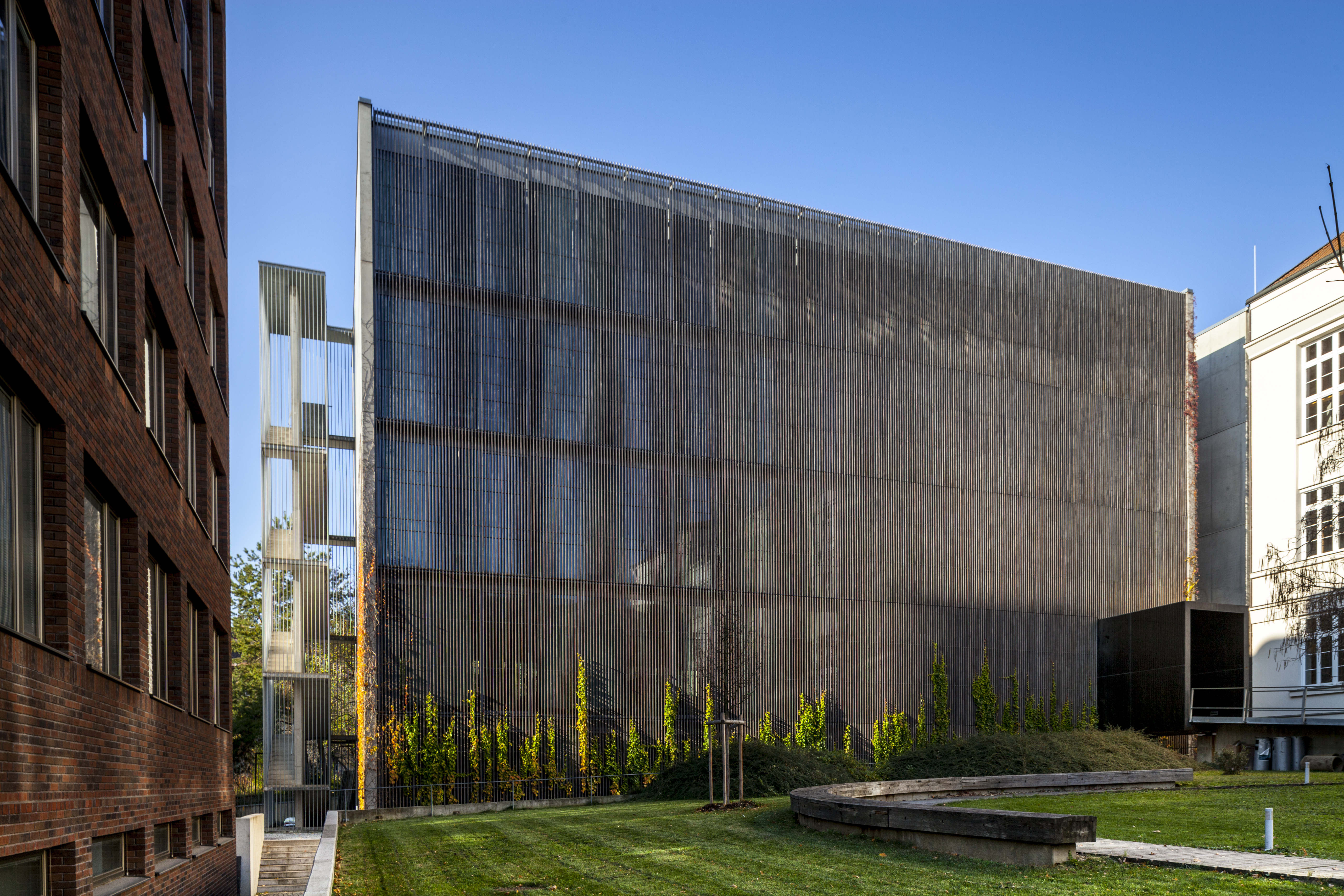
Budova Ústřední knihovny FF MU

### Budova K, L
Dnes spojené dvě budovy na adrese Veveří 26 a 28 sousedící s Moravským gymnáziem Brno. Původně v budově č.p. 48 byla do roku 1953 II. střední smíšená škola vzniklá z Měšťanské chlapecké školy, která se zde přemístila z ulice Jánské. V budově se nachází knihovny semináře dějin umění.

## Organizace a samospráva

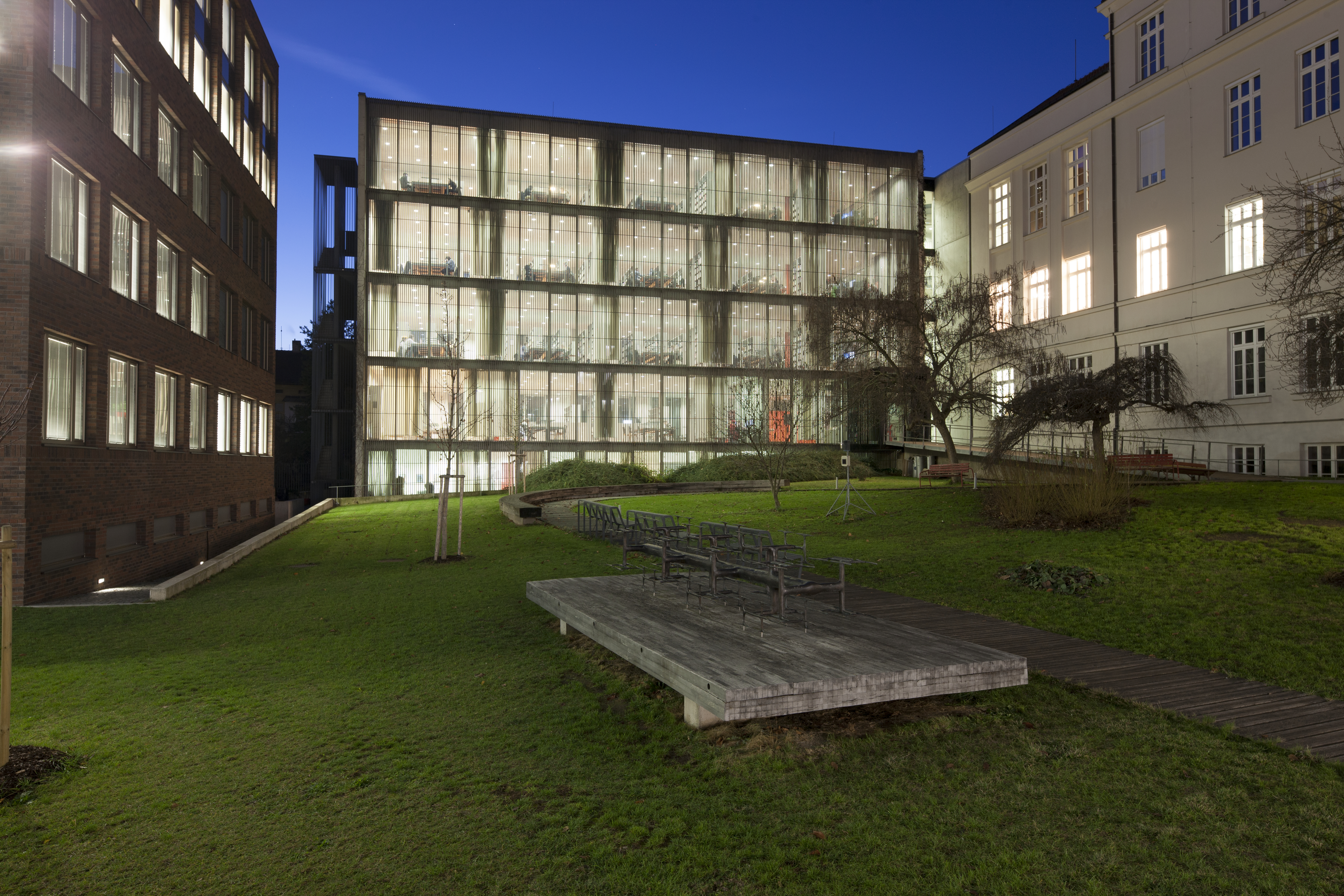
Ústřední knihovna FF MU v noci

Mezi samosprávné akademické orgány fakulty patří akademický senát, děkan, vědecká rada a disciplinární komise. K nim náleží kolegium děkana, komise děkana a tajemník fakulty.

### Děkan a proděkani

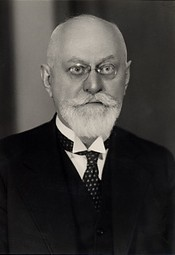
První děkan Filozofické fakulty Masarykovy univerzity, historik a archivář Bohumil Navrátil

Děkan je nejvyšším představitelem fakulty a je pověřen jednáním a rozhodováním jménem Masarykovy univerzity v záležitostech týkajících se fakulty. Za svou činnost odpovídá fakultnímu akademickému senátu a rektorovi univerzity. Volební období děkana je tříleté a tatáž osoba může být zvolena do funkce děkana pouze dvě bezprostředně po sobě jdoucí funkční období. Děkana jmenuje na návrh akademického senátu rektor. Ten může rovněž děkana odvolat, a to na návrh akademického senátu v případě, že děkan vážným způsobem poškozuje zájmy Filozofické fakulty nebo Masarykovy univerzity, případně závažně neplní své povinnosti. V tomto případě je k odvolání děkana nutné dvoutřetinové usnesení fakultního akademického senátu. Společně s proděkany náleží děkan k akademickým funkcionářům, mezi něž patří po dobu promoce také promotor. Děkan má rovněž pravomoc udělit zlatou, stříbrnou nebo bronzovou medaili pracovníkům a studentům, kteří se zasloužili rozvoj fakulty nebo vědy a vzdělanosti.
V současnosti (období 2022–2026) vykonává funkci děkanky docentka klasické filologie Irena Radová.
Proděkani jednají jménem Masarykovy univerzity v konkrétních jim svěřených záležitostech. Jsou jmenování a odvoláváni děkanem, a to po předchozím vyjádření akademického senátu. Akademický senát také stanoví počet proděkanů a jejich funkční povinnosti. Jeden z proděkanů je jmenován jako zástupce děkana. Společně s děkanem, tajemníkem fakulty a jedním studentem delegovaným akademickým senátem fakulty tvoří proděkani kolegium děkana, tj. poradní orgán děkana.
Filozofická fakulta má od roku 2022 těchto šest proděkanů:
- Petr Dytrt – proděkan pro internacionalizaci a informační technologie
- Zdeňka Jastrzembská – proděkanka pro přijímací řízení a komunikaci s veřejností
- Tomáš Knoz – proděkan pro akademické záležitosti a studium v doktorských studijních programech
- Lubomír Spurný – proděkan pro projektovou činnost
- Zuzana Šalamounová – proděkanka pro studium učitelských programů a celoživotní vzdělávání
- Josef Šaur – proděkan pro studijní záležitosti v bakalářském a navazujícím magisterském cyklu

Funkční období proděkanů začíná a končí společně s funkčním obdobím děkana.

### Akademický senát
Akademický senát filozofické fakulty sdružuje 19 členů zvolených z řad členů akademické obce, sedm míst je obsazeno studenty fakulty. Funkce v akademickém senátu je čestná a stejně jako funkční období děkana trvá tři roky. Ze členství v akademického senátu jsou vyloučeni rektor, prorektor, děkan a proděkan. Předseda akademického senátu je volen senátem z akademických pracovníků, zastupují jej dva místopředsedové, z nichž jeden je volen z řad akademických pracovníků, druhý pak z řad studentů.
Akademický senát fakulty volí a navrhuje do funkce děkana. Společně s akademickým senátem celé univerzity rovněž schvaluje fakultní statut. Předseda akademického senátu může vážných případech svolávat k projednání akademickou obec.

### Katedry, ústavy a výzkumná pracoviště
Na fakultě působí následující katedry a ústavy a jim podřízená výzkumná pracoviště:
- Katedra anglistiky a amerikanistiky
  - Jazyková škola při FF MU
- Centrum asijských studií
  - Seminář čínských studií
  - Seminář japonských studií
- Ústav českého jazyka
  - Kabinet češtiny pro cizince
- Ústav české literatury a knihovnictví
  - Kabinet informačních studií a knihovnictví
- Ústav germanistiky, nordistiky a nederlandistiky
- Ústav jazykovědy a baltistiky
- Ústav klasických studií
  - Oddělení elektronických databází
- Ústav románských jazyků a literatur
- Ústav slavistiky
- Seminář dějin umění
- Seminář estetiky
- Katedra divadelních studií
- Ústav filmu a audiovizuální kultury
- Ústav hudební vědy
  - Akademie staré hudby
- Historický ústav
  - Výzkumné středisko pro dějiny střední Evropy
- Ústav archeologie a muzeologie
  - Archeologické pracoviště Pohansko
  - Archeologické pracoviště Těšetice
  - Středisko pro archeologický výzkum sociálních struktur pravěku až středověku
  - Katedra UNESCO pro muzeologii a světové dědictví
- Ústav pomocných věd historických a archivnictví
- Ústav evropské etnologie
- Katedra filozofie
- Ústav religionistiky
  - Laboratoř pro experimentální výzkum náboženství
- Psychologický ústav
  - Akademické centrum poradenství a supervize
- Ústav pedagogických věd
  - Akademické centrum osobnostního rozvoje

## Akademická obec
Akademickou obec fakulty tvoří její akademičtí pracovníci a studenti. Členy akademické obce jsou rovněž po dobu svého působení na fakultě i hostující profesoři Masarykovy univerzity. Akademickou obec může svolat k projednání závažných záležitostí děkan nebo předseda akademického senátu filozofické fakulty. Všichni členové akademické obce požívají akademických svobod a práv podle příslušného zákona a statutu Masarykovy univerzity. Akademická obec fakulty je subjektem a garantem akademických práv a svobod svých členů. Ti jsou zároveň povinni tyto svobody hájit.

### Insignie
Fakultní insignie tvoří od roku 1936 děkanský řetěz a od roku 1938 žezlo. Autorem medaile řetězu byl pražský akademický sochař Otakar Španiel ve spolupráci s malířem a grafikem Jaroslavem Bendou. Na jejím aversu je vyobrazen František Palacký jako významný reprezentant historické vědy, která byla jedním ze stěžejních oborů při vzniku fakulty. Na reversu se nachází Palackého heslo „Svoji k svému a vždy dle pravdy“ lemované nahoře a lipovou a dole vavřínovou ratolestí. Fakultní žezlo bylo zhotoveno podle návrhů Václava Rady a Ladislava Bartoníčka a zdobí jej na konci ametysty zdobeného dříku posazený páskový globus a na něm umístěná sova sedící na otevřené knize jako symbol moudrosti.
K fakultním insigniím náleží též talár používaný při akademických obřadech jako jsou imatrikulace, promoce a inaugurace děkana. Taláry smí užívat děkan, proděkani, předseda akademického senátu fakulty, členové vědecké rady fakulty, promotor a pedel. Při promoci též doktorandi, případně jiné osoby pověřené děkanem.

### Logo a barva
Původně logo kopírovalo motiv fakultního žezla. Tvořila jej rovněž sova sedící na rozevřené knize a hledící dopředu. V opise se nacházel latinský název univerzity společně s názvem filozofické fakulty (Universitas Masarykiana Brunensis . Facultas philosophica).) Barva fakulty byla modrá (Pantone 299 C).
Od roku 2018 celá Masarykova univerzita a stejně tak její filozofická fakulta zavedla nový jednotný vizuální styl, aby s ním oslavila 100. výročí založení. Ve výběrovém řízení na dodavatele loga vyhrálo pražské Studio Najbrt, které uspělo s návrhem odkazujícím k funkcionalistické tradici. „Praha je město gotické, Olomouc město barokní, Brno město funkcionalistické. My jsme svým prostředím předurčeni hledat krásu v jednoduchosti a účelnosti,“ přihlásil se rektor Muni Mikuláš Bek v květnu 2017 k brněnské architektonické tradici, která město činí světovým.
Základ jednotného vizuálního stylu společnosti tvoří tři prvky: značka, písmo a barva. Značka se skládá z nápisu „MUNI“ vysázeného základním písmem. Samostatný symbol „M“ se používá všude tam, kde spojení s Masarykovou univerzitou vyplývá z kontextu a opakovaní celé značky by bylo nadbytečné, jako jsou např. prezentační materiály, speciální aplikace značky a další. Provedení značky i symbolu je buď tmavě modré, černobílé nebo negativní (bílé na barevném pozadí). Využívá se licencované písmo Muni v řezech Light, Regular, Medium a Bold speciálně pro potřeby univerzity. Základní světle modrou barvou fakulty je PANTONE 306 C/U.

## Osobnosti
Mezi významné absolventy patří např. historikové Jaroslav Mezník, Libor Jan či Martin Wihoda, germanista Zdeněk Masařík, filoložka Jana Nechutová nebo spisovatelka Kateřina Tučková. Studium na fakultě absolvovali též politici Jiří Mihola a emeritní rektor, pozdější ministr školství a předseda vlády, politik Petr Fiala.
V roce 2014 proběhl na Masarykově univerzitě první ročník soutěže o Cenu rektora pro vynikající pedagogy. Za filozofickou fakultu získala po hlasování studentů toto ocenění docentka Helena Krmíčková z Ústavu pomocných věd historických a archivnictví.

## Studentské aktivity
Na půdě filozofické fakulty působí celá řada studentských spolků a organizací. Kromě organizací s celouniverzitní působností, jako jsou např. Masarykova studentská unie či studentští poradci, je přímo s fakultou svázána téměř dvacítka uskupení, jež vyvíjejí svou činnost na půdě celé fakulty nebo souvisejí s činností a studijní náplní jednotlivých kateder a ústavů.

### Brněnská studentská sekce České archivní společnosti
Brněnská studentská sekce České archivní společnosti (BSS ČAS) je studentským spolkem spadajícím pod Českou archivní společnost – profesní organizaci archivářů, vysokoškolských pedagogů a studentů archivnictví a pomocných věd historických. Jejím úkolem je podpora a propagace těchto oborů, aktivizace studentů a šíření nejnovějších poznatků z oboru. Organizuje odborné exkurze, přednášky a konference a snaží se studenty seznamovat s příbuznými obory jako je archeologie, knihovnictví, etnologie. apod. Sídlo studentské sekce se nachází na Ústavu pomocných věd historických a archivnictví. Spolek spolupracuje rovněž s Historickým ústavem.

### Česká asociace studentů psychologie
Poočka České asociace studentů psychologie působí na Psychologickém ústavu. Mezi její aktivity patří podpora mezi studenty psychologie a podpora studentských aktivit zaměřených k veřejnosti. Spolek zároveň rozvíjí spolupráci s dalším profesními organizacemi a usiluje o propagaci psychologie. Asociace je členem Evropské federace psychologických studentských asociací a České rady dětí a mládeže.

### Divadelní spolek The Gypsywood Players
Divadelní spolek The Gypsywood Players působí na filozofické fakultě již od roku 1965. Sdružuje studenty anglistiky, kterým pomáhá při vylepšování jejich řečových schopností a prezentace před publikem. Jeho členové mají též možnost zapojit se do širokých aktivit kolem divadla a vyzkoušet si všechny různé pozice, při organizaci anglickojazyčných představení. Během své historie odehrál několik desítek představení a vystřídalo se v něm kolik stovek studentů a vyučujících.

### Divadelní spolek Teatro Bufo
Divadelní spolek Teatro Bufo sdružuje studenty španělštiny a zájemce o španělský jazyk.

### Divadelní spolek Kočovná filosofická divadelní společnost
Divadelní spolek Kočovná filosofická divadelní společnost vznikl v roce 1999, působí při Katedře filosofie a vlastními dramatizacemi popularizuje klasická díla a osobnosti filosofie. Obměňující se soubor nacvičí (novou, či již dříve uvedenou) hru každý semestr. Scénáře ke hrám jsou původní, od autorů spjatých s Katedrou filosofie. Soubor mimo Filozofickou fakultu MU pravidelně vystupuje i na Evropském festivalu filozofie ve Velkém Meziříčí a v Lanškrouně.

### Spolek Masarykovi historici
Studentský klub, jehož cílem je jednak zlepšení kolegiálního života na Historickém ústavu Filozofické fakulty a který se také snaží pomocí mimoškolních aktivit i úzké spolupráce s vyučujícími zkvalitnit, zpřístupnit a učinit studium historie mnohem atraktivnějším. Snaží se vytvořit prostor pro diskuzi a větší interaktivitu, nejen mezi studenty, ale i mezi studenty a vyučujícími, snaží se odbourávat komunikační bariéry a sdílet nové poznatky v historickém bádání. K tomu pořádá pestrou škálu aktivit, např. komentovaná promítání, konference, zábavnou soutěž O poklad T. G. M. atd.

## Galerie

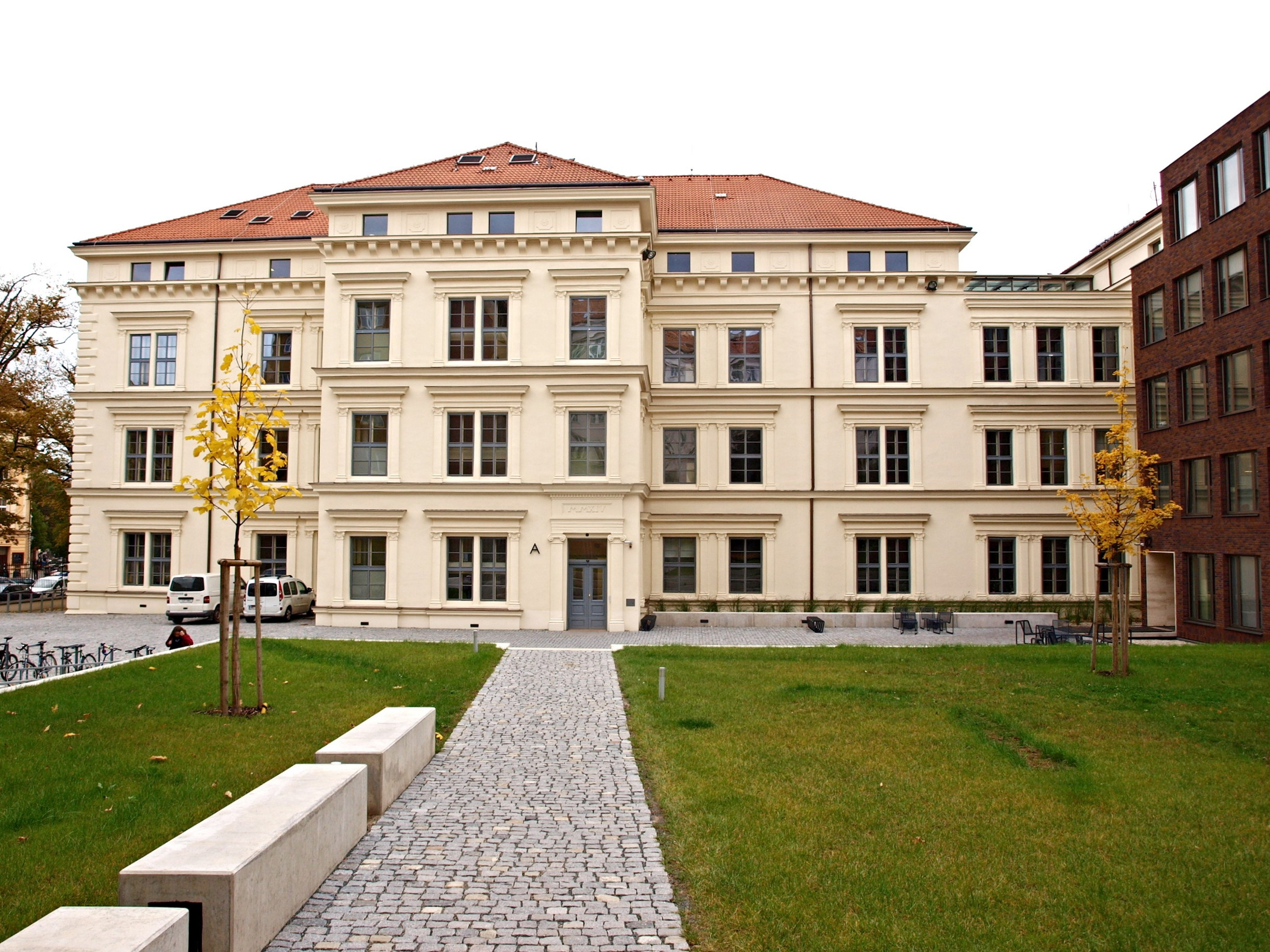
Budova A po rekonstrukci v roce 2015
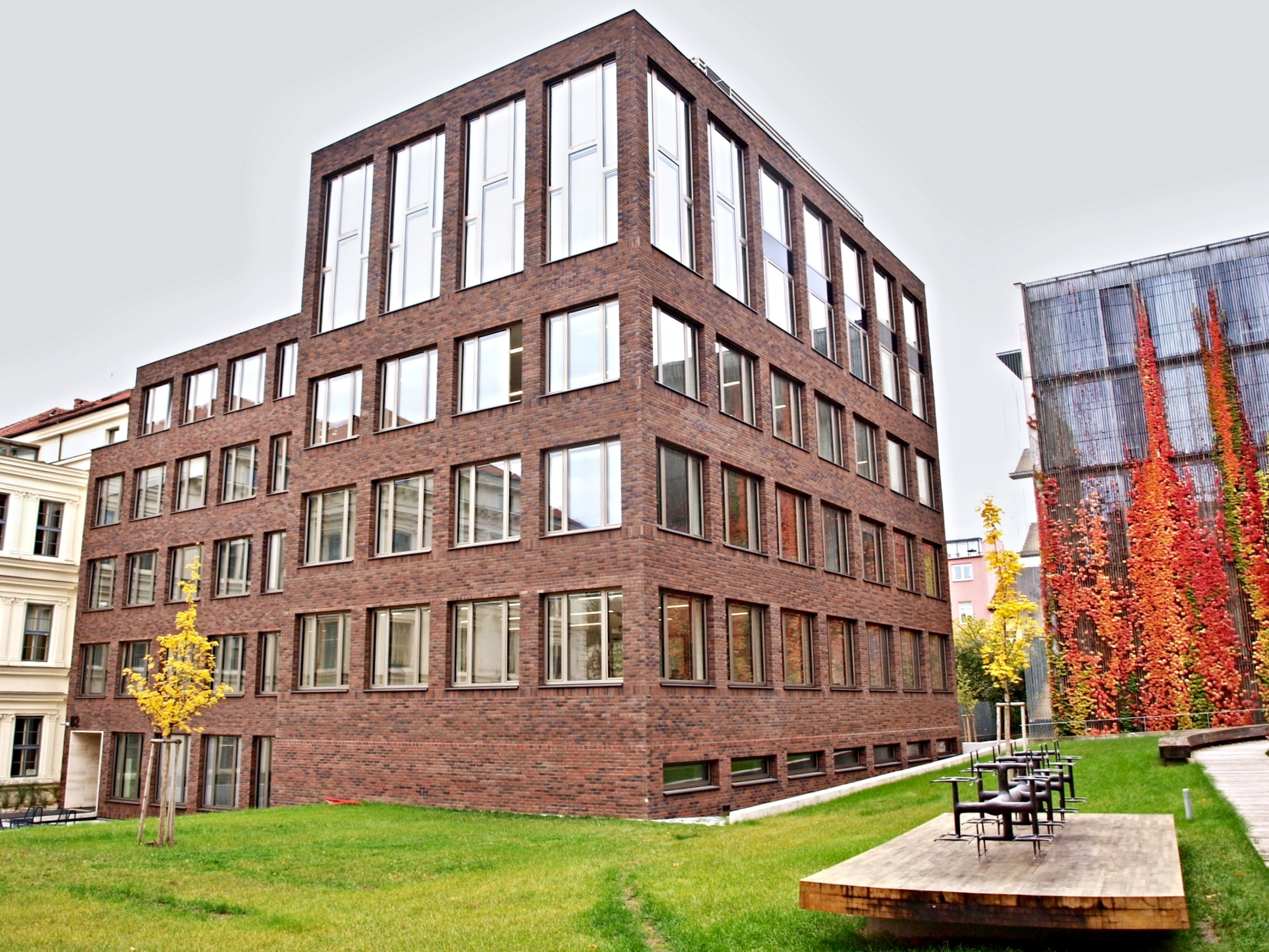
Nově zrekonstruovaná budova B2
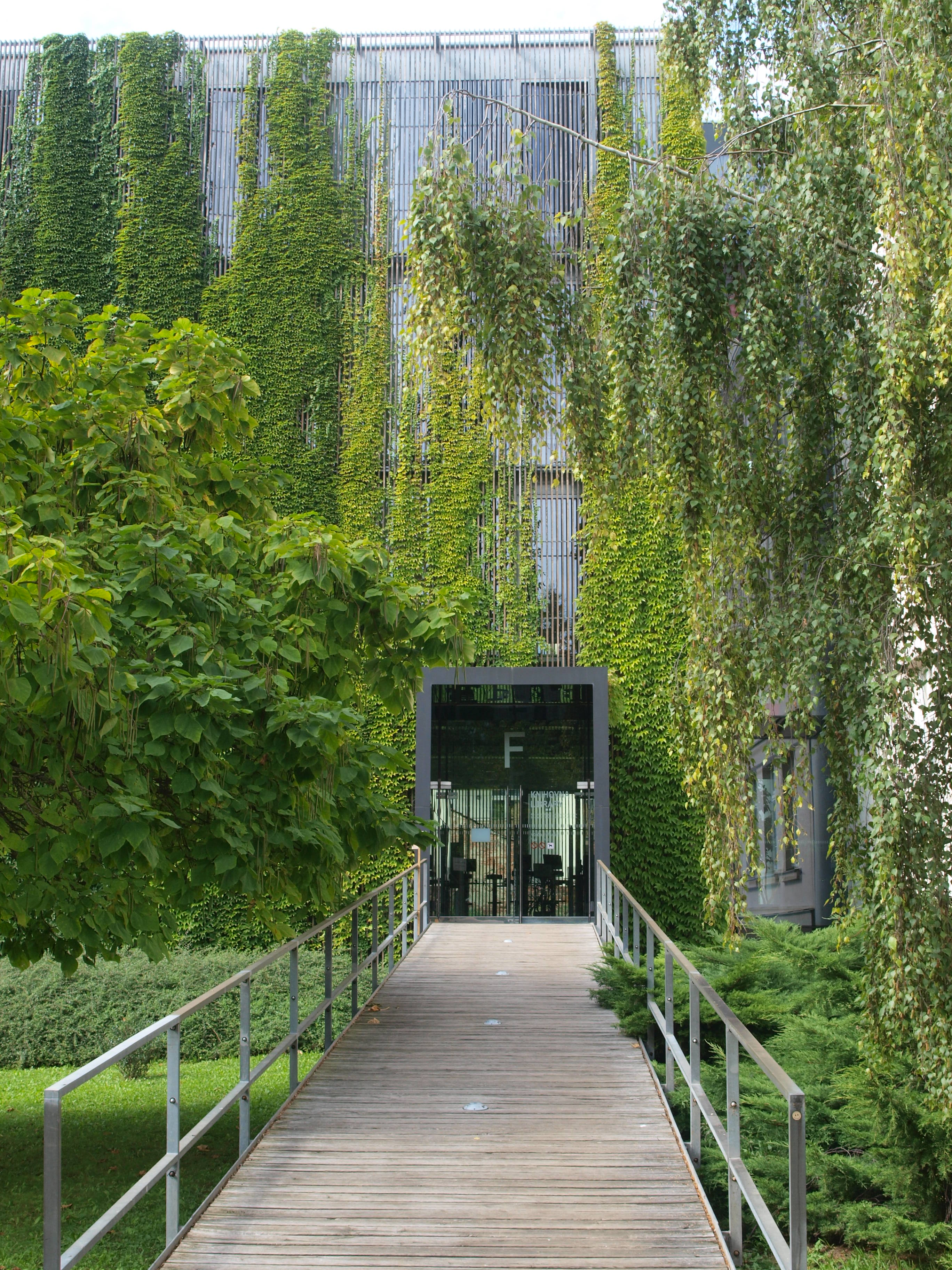
Vchod do ústřední knihovny v původním stylu se zelení
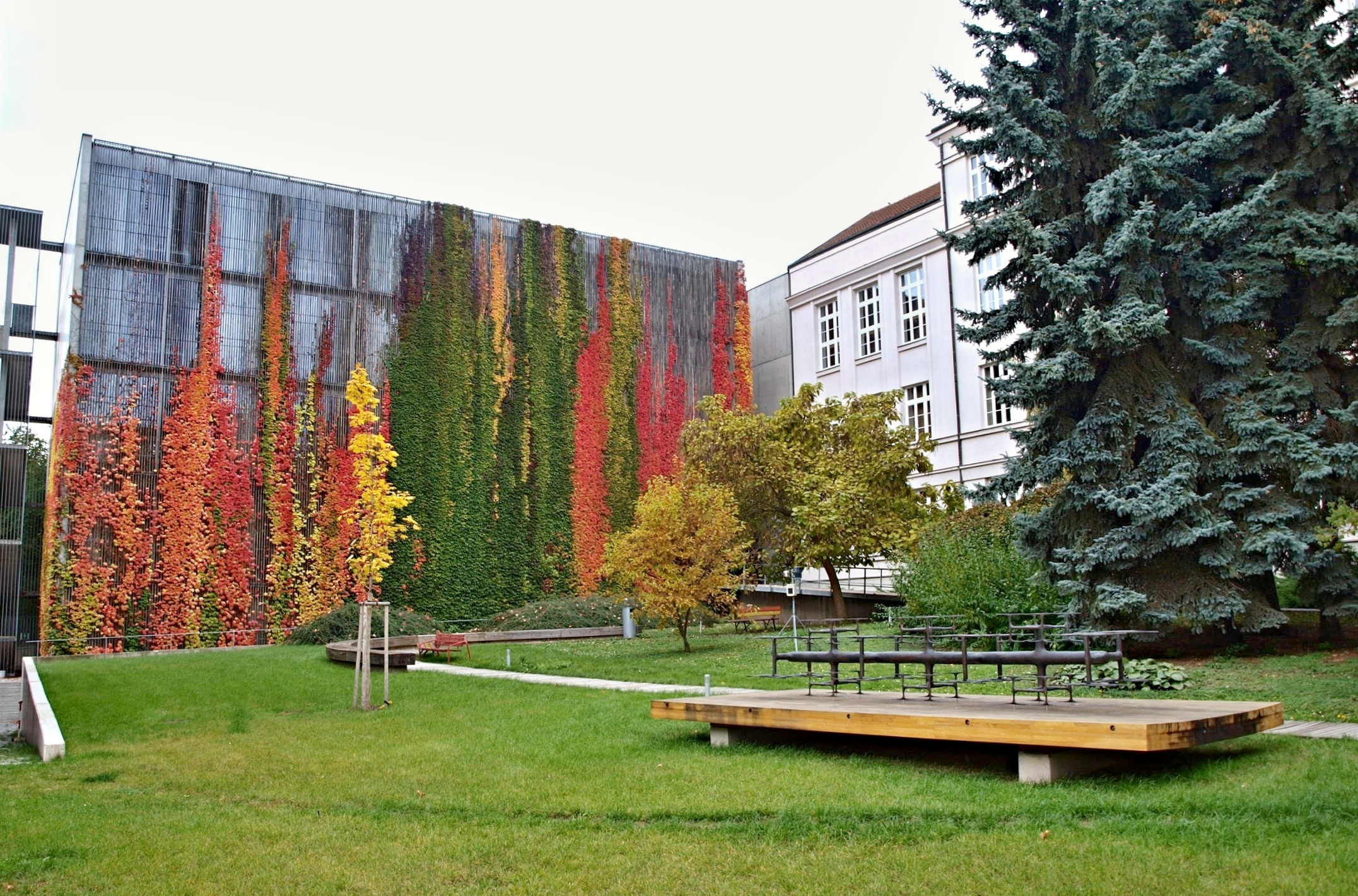
Ústřední knihovna
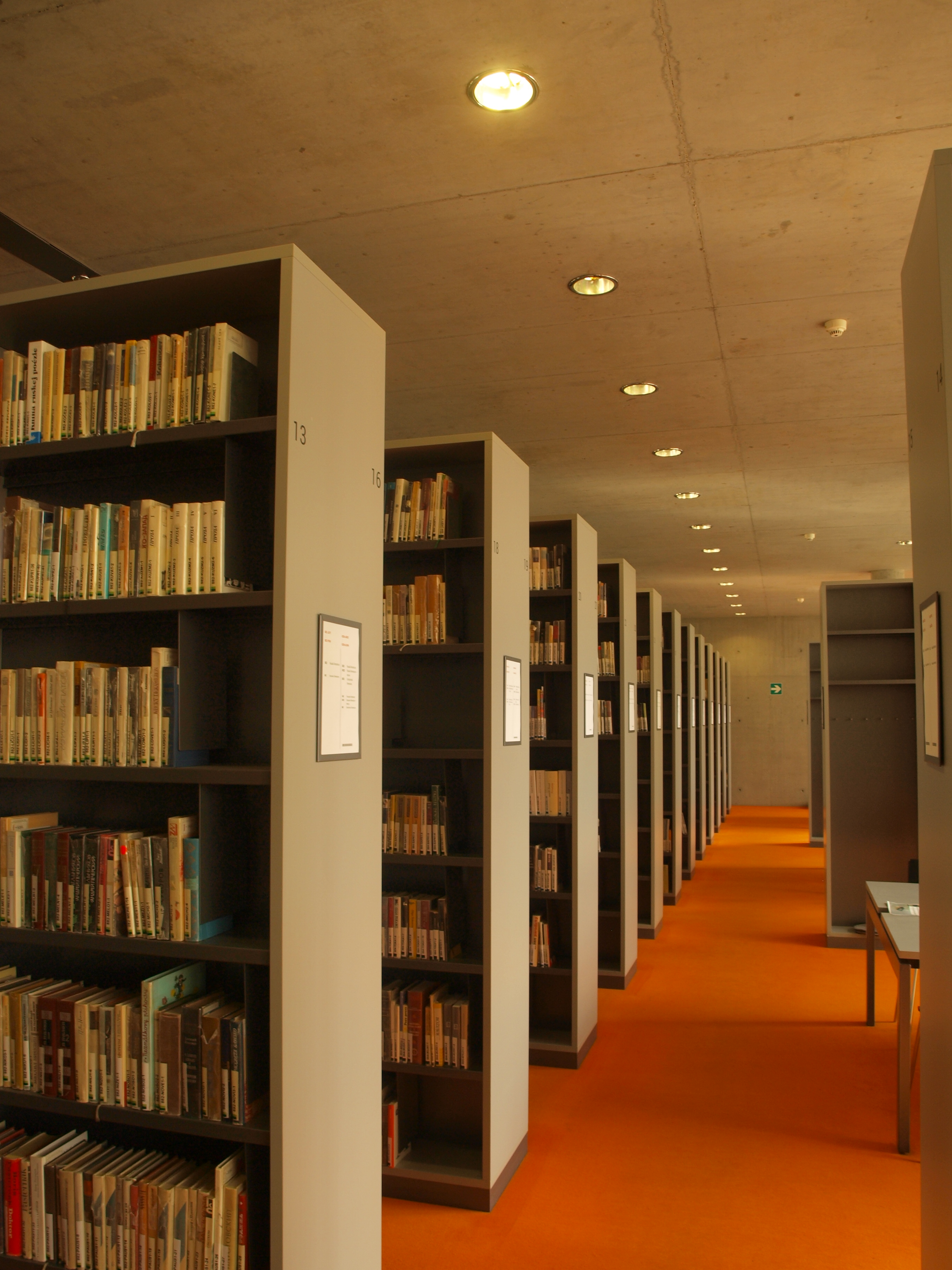
Interiér knihovny
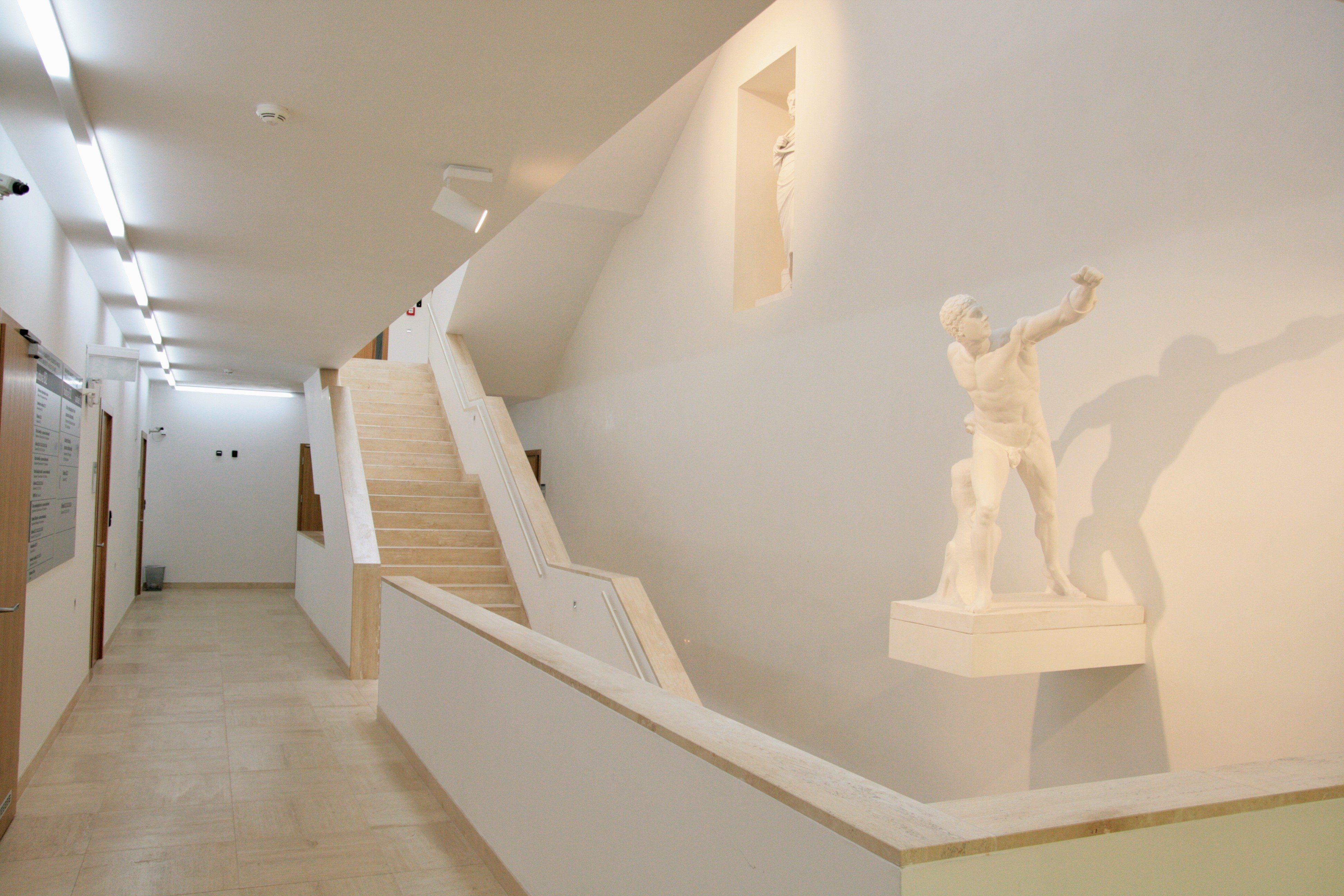
Interiér budovy B2
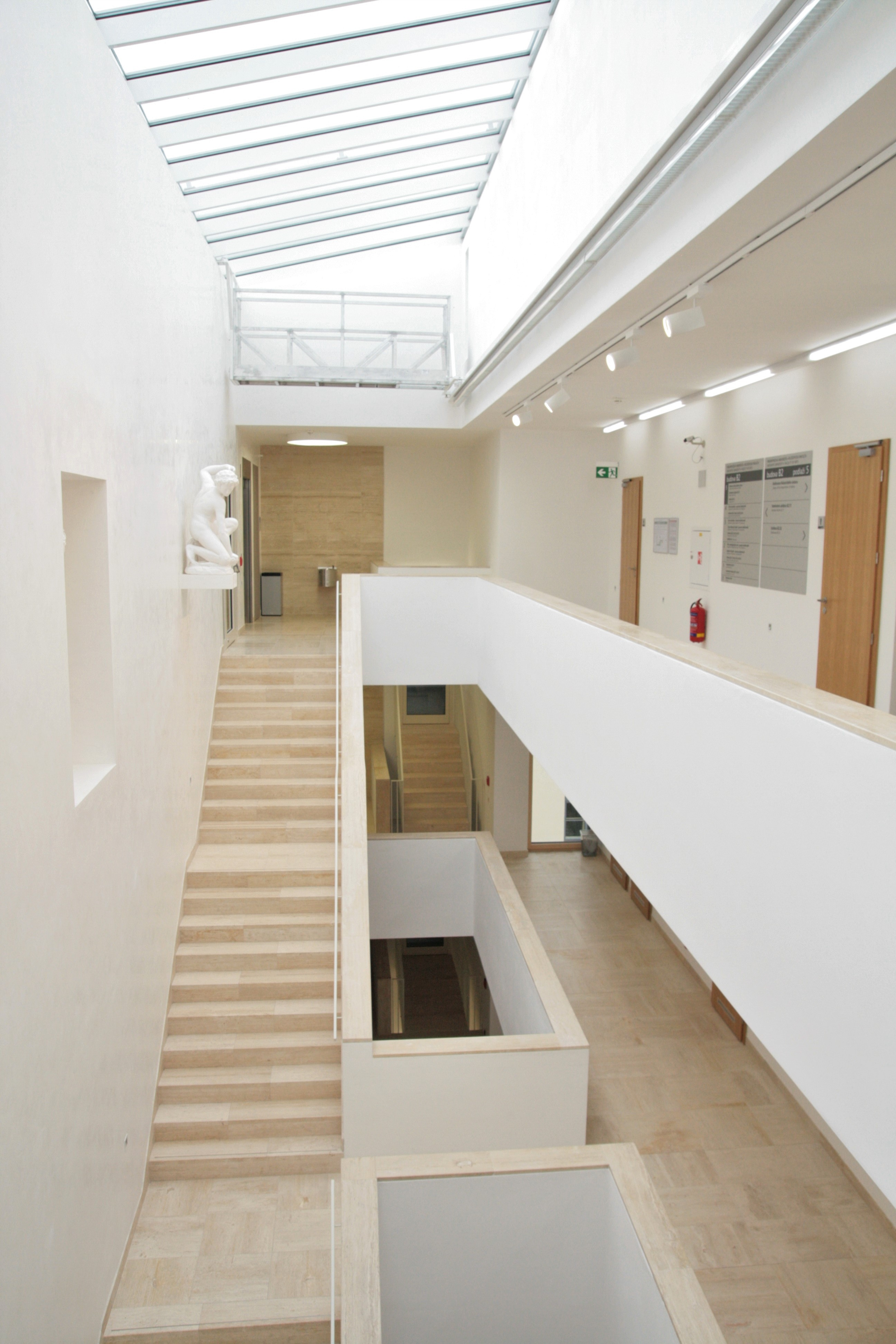
Interiér budovy B2
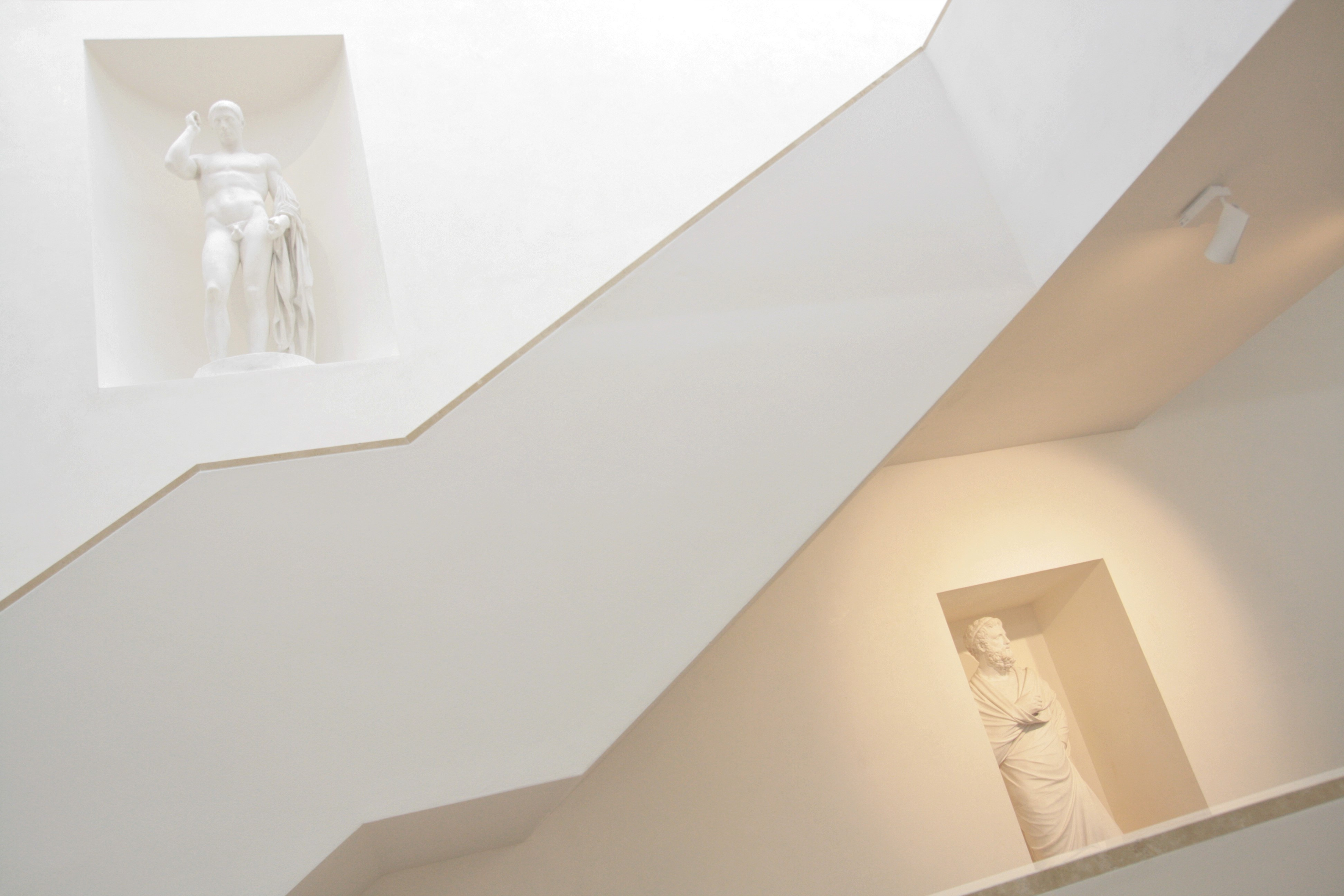
Interiér budovy B2
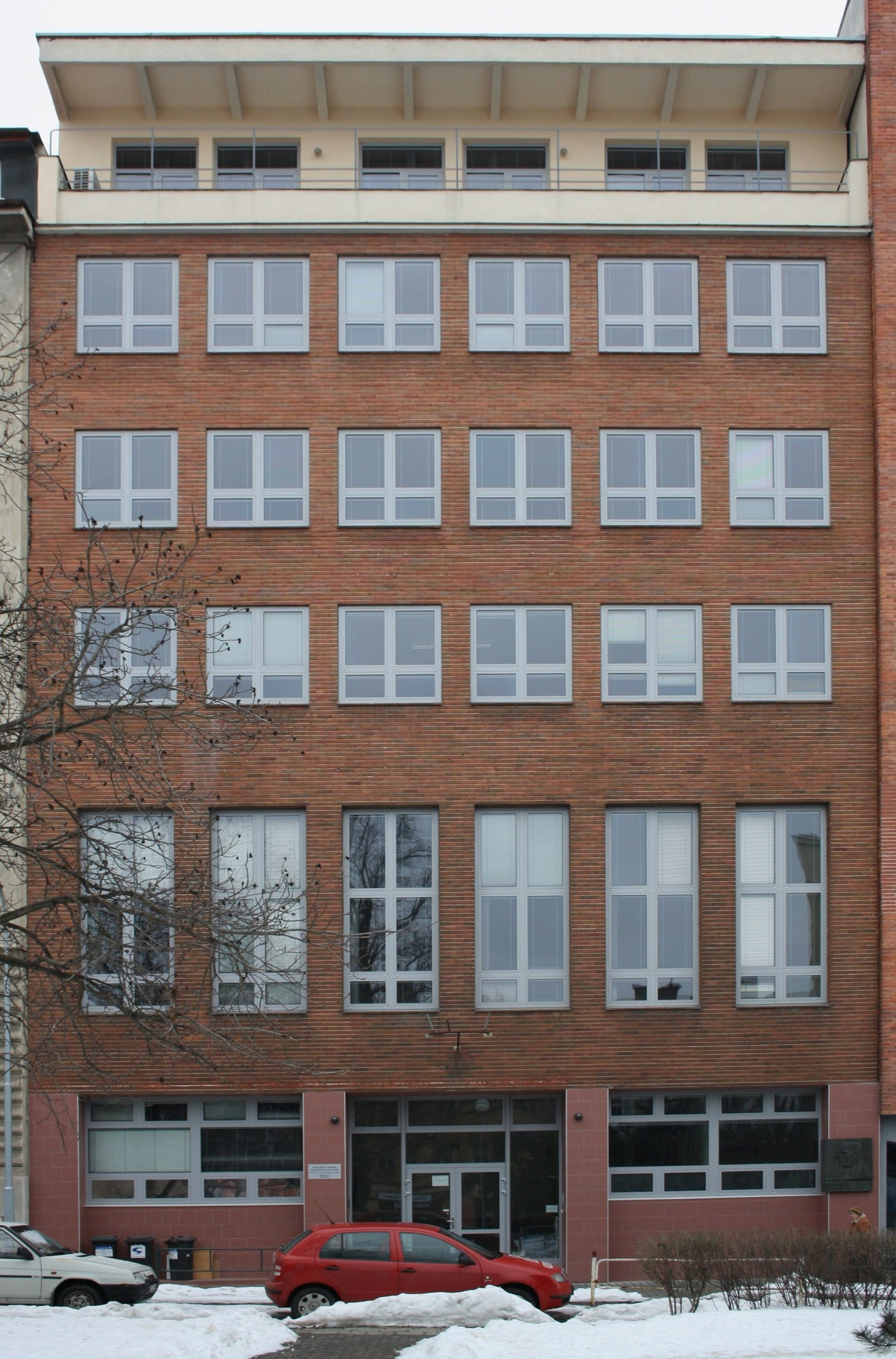
Budova N na Janáčkově náměstí
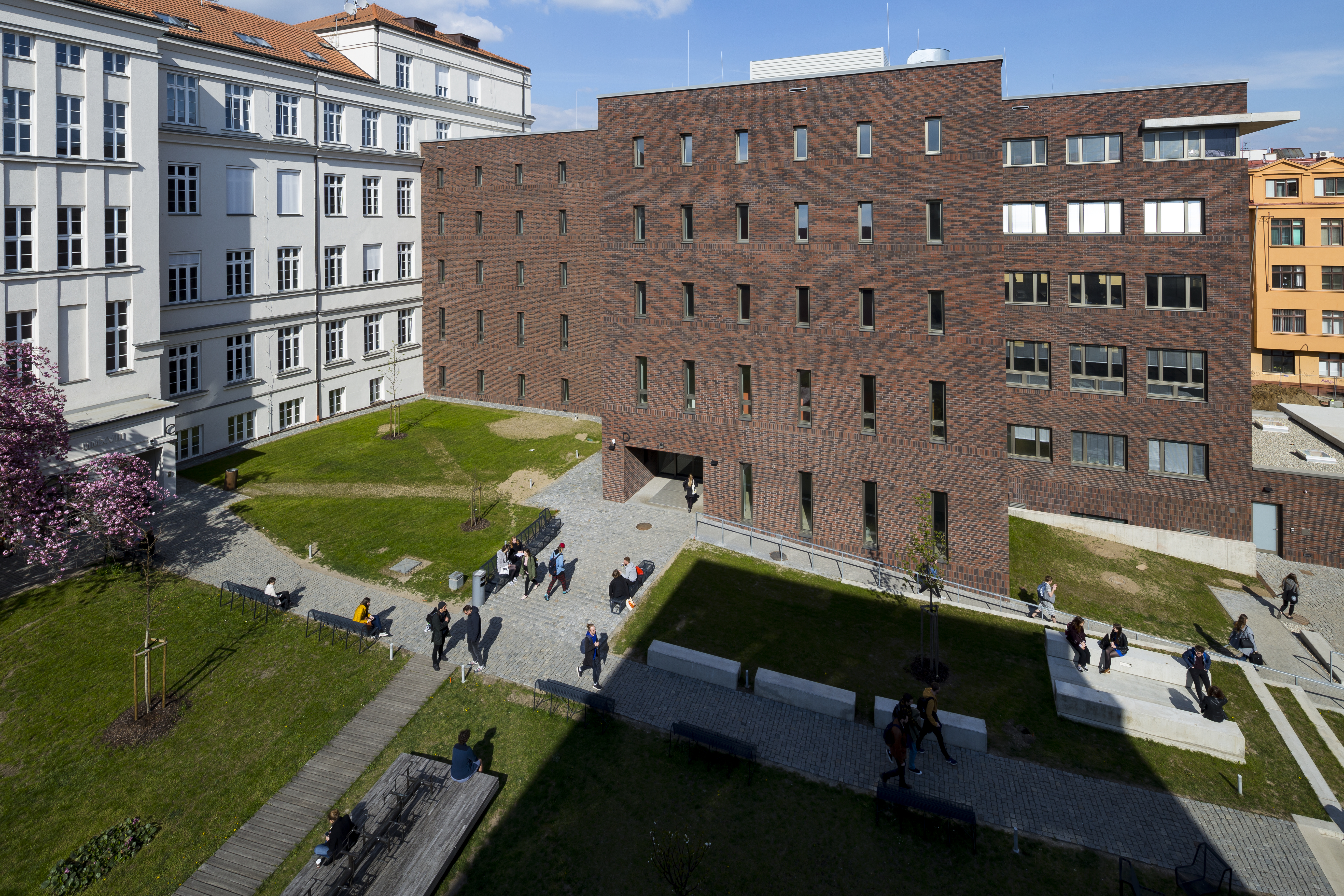
Budova C a D po rekonstrukci
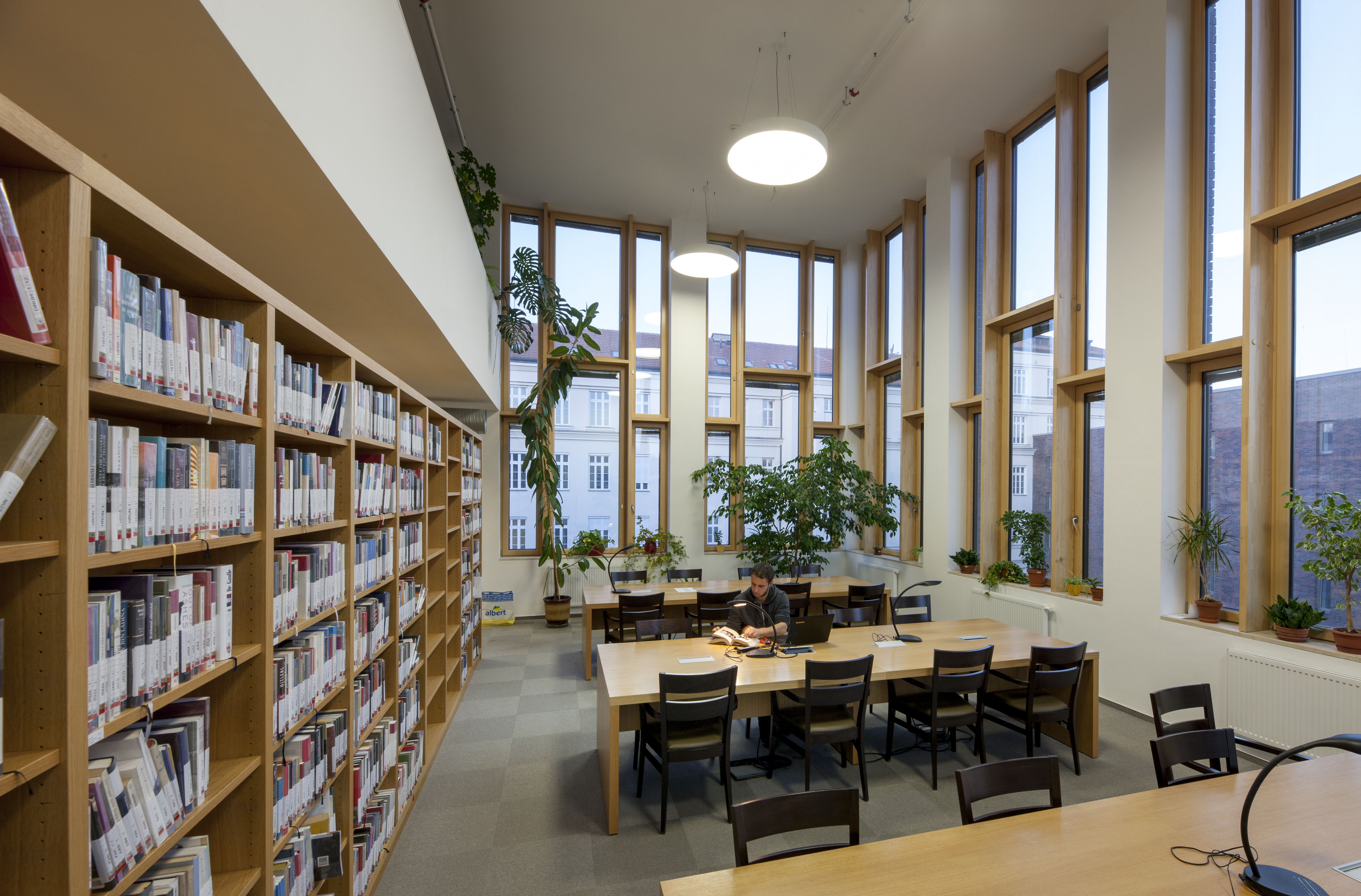
Nová knihovna Historického ústavu s výhledem
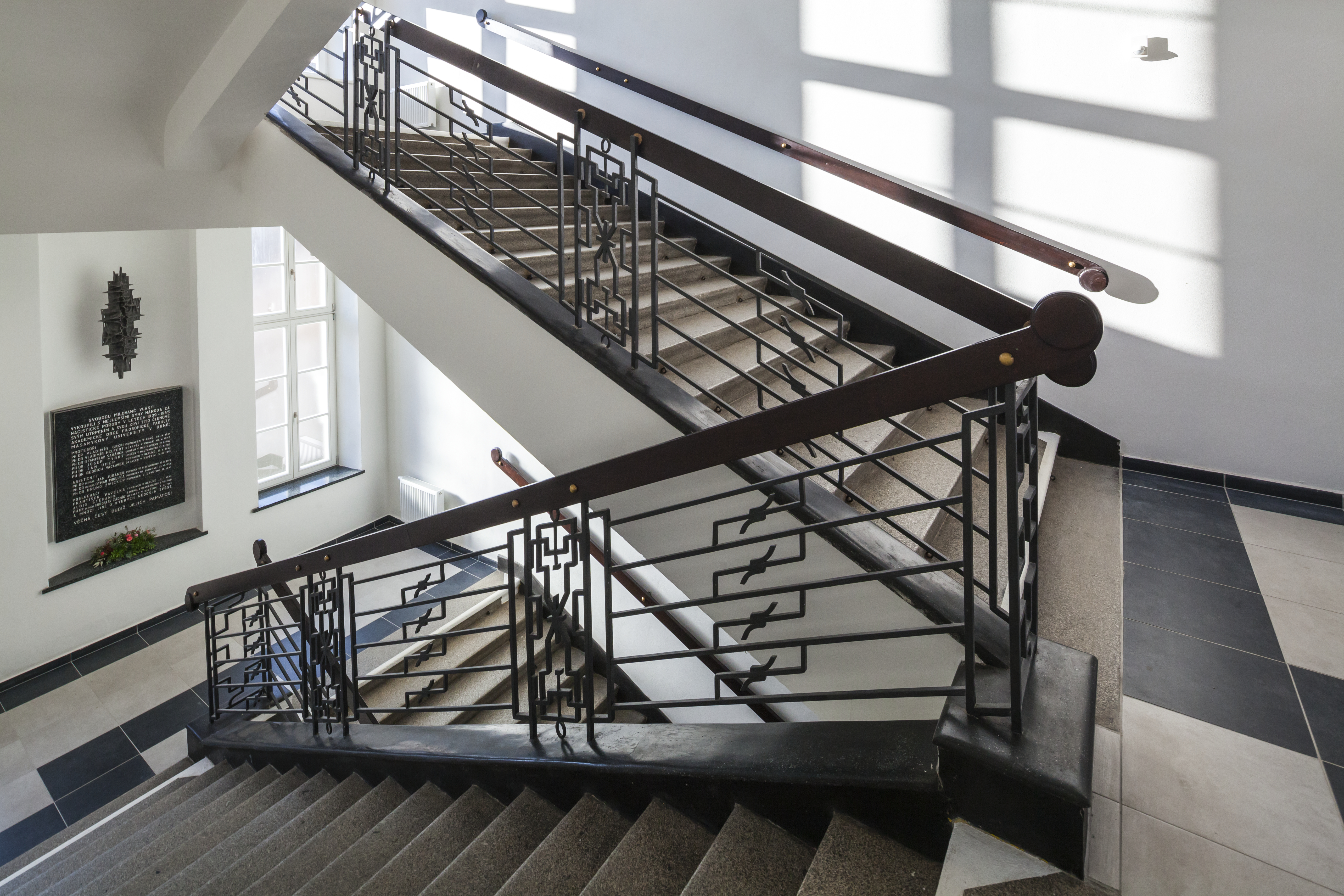
Historická chodba budovy C s pamětní deskou obětem druhé světové války
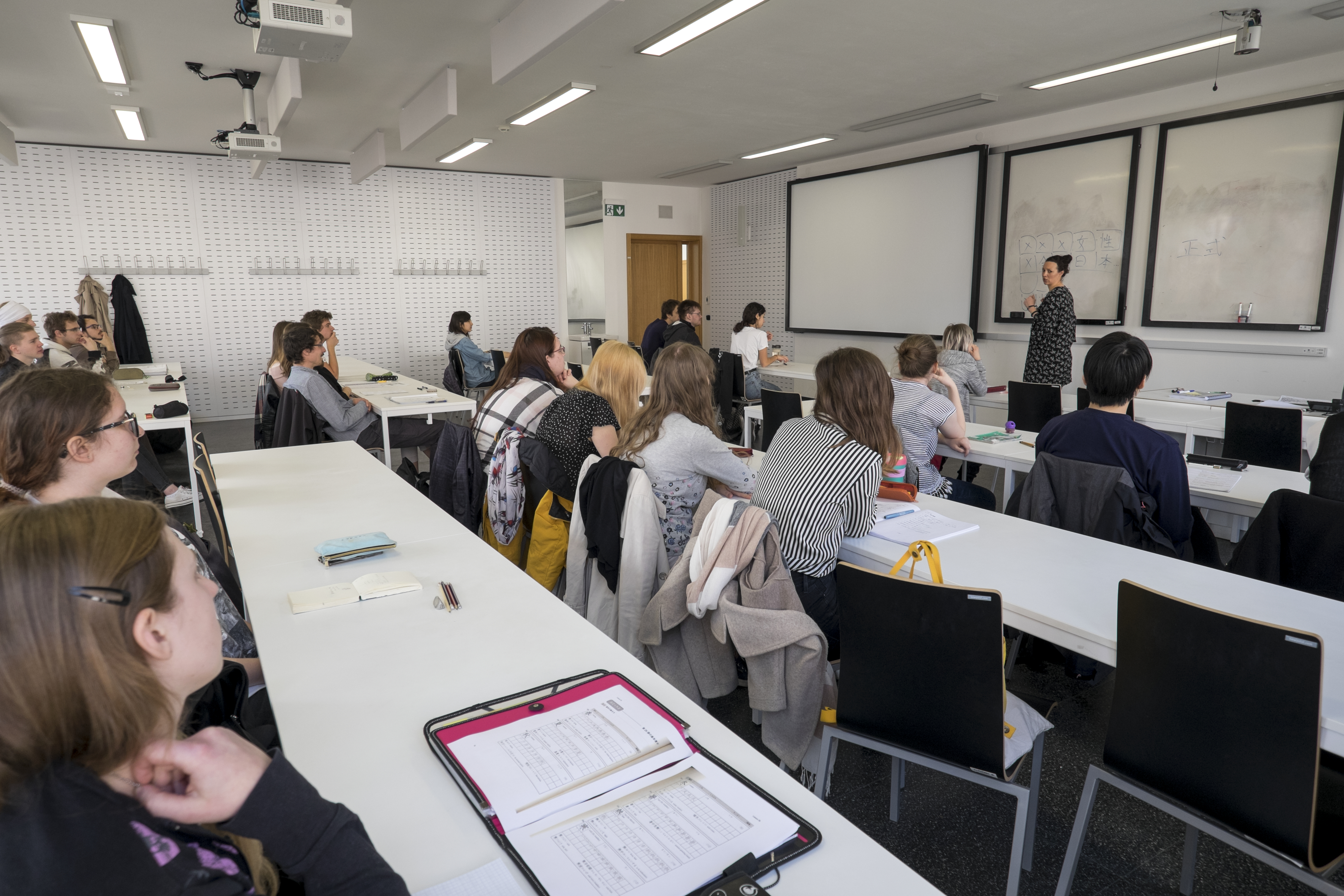
Nové učebny zrekonstruované FF MU
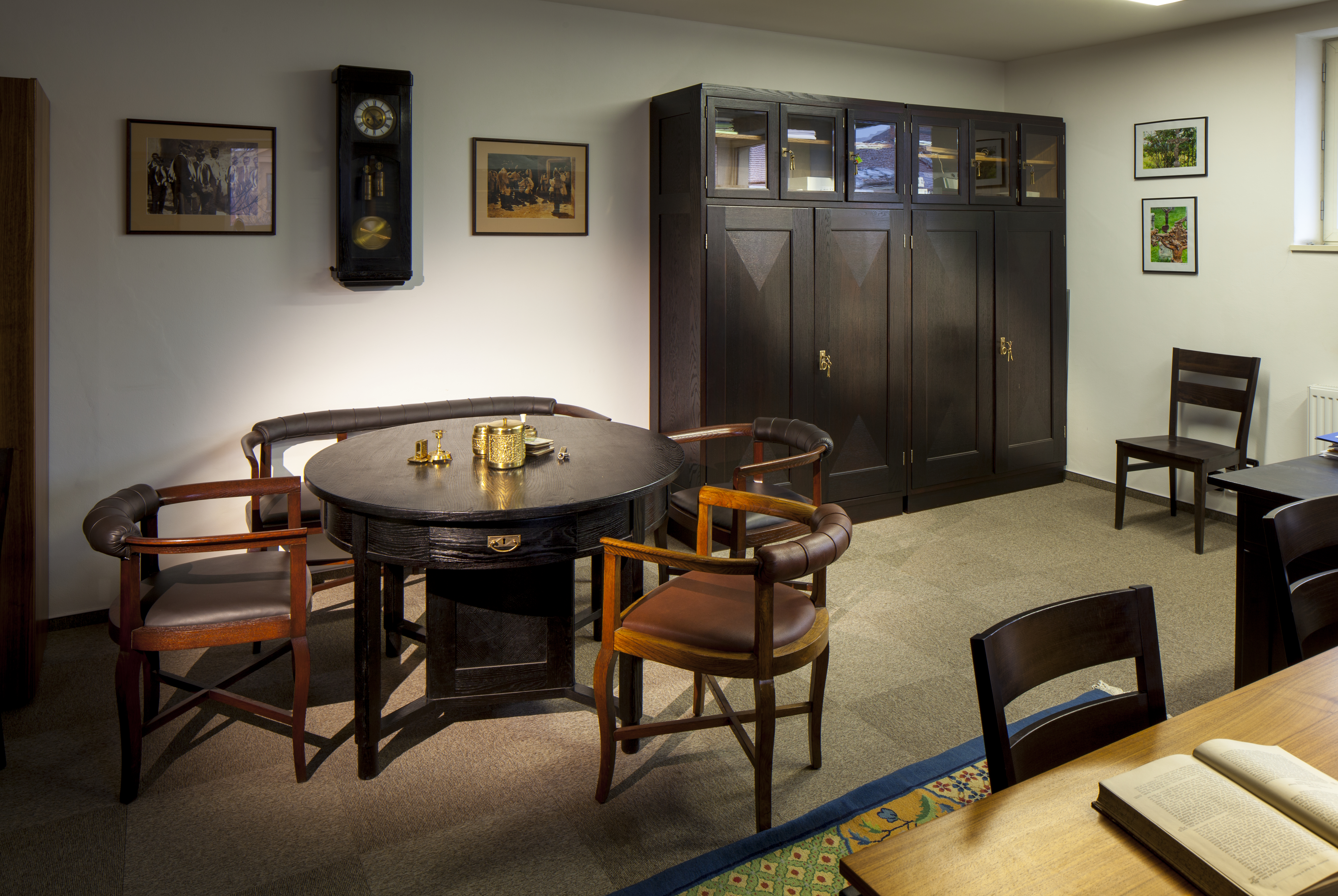
Historický interiér některých pracoven FF
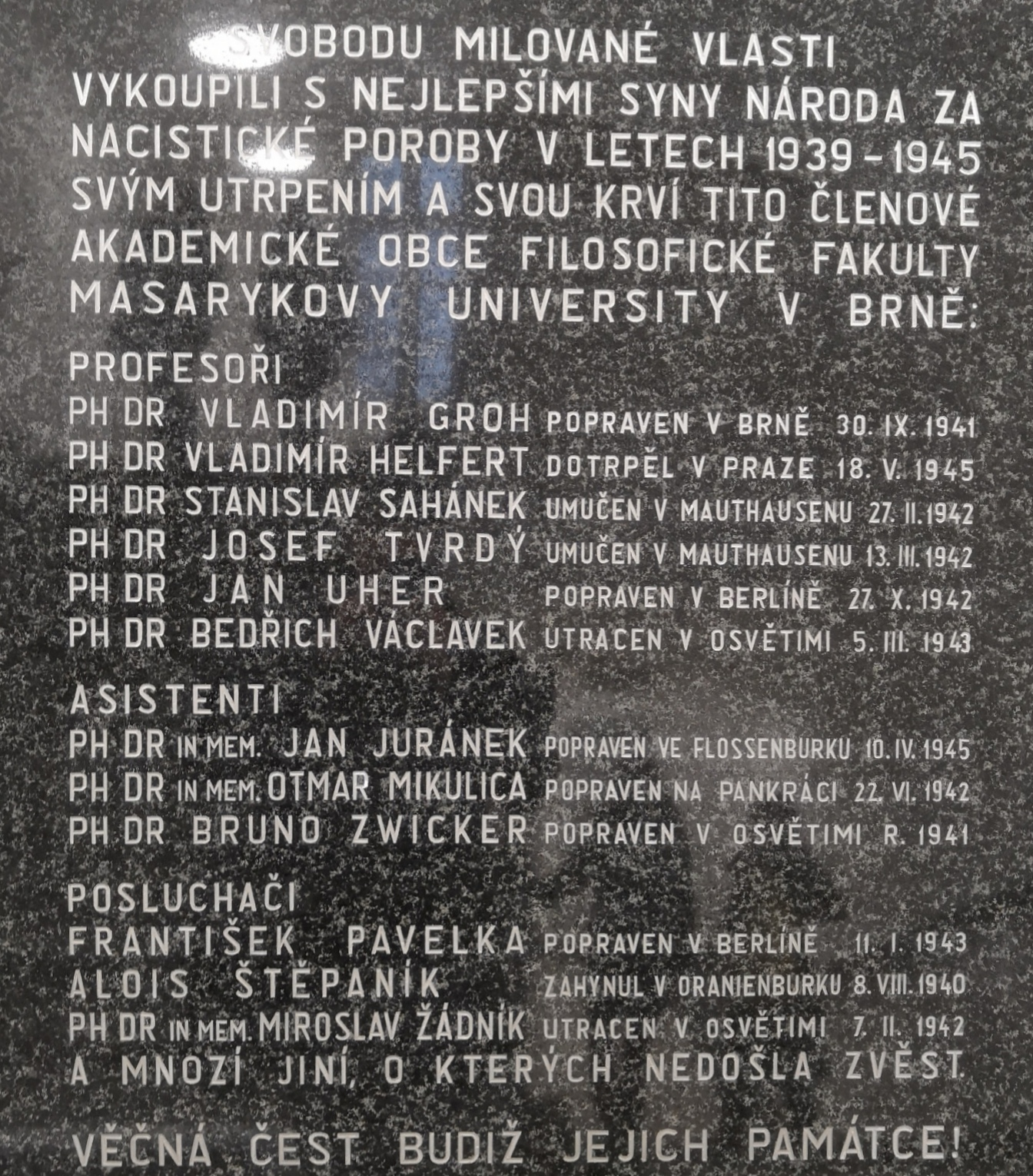
Pamětní deska padlým ve druhé světové válce (Budova C, FF MU)